# Покинута лялька
«Покинута лялька» (англ. The Abandoned Doll) — картина Сюзанни Валадон, написана у 1921 році. Перебуває у зібранні Національного музею жінок у мистецтві, Вашингтон.

## Опис
На картині зображена інтимна сцена з сильним психологічним настроєм. Повністю вбрана жінка, сидячі на ліжку, витирає рушником дівчину. Дівчина, на якій є лише прикріплений до волосся рожевий бант, відвертається від жінки, розглядаючи себе у ручному дзеркалі. Рожевий бант також є у волоссі ляльки, — символі дитинства, — що лежить забута на підлозі поруч із ліжком. Це перегукування, у поєднанні зі зрілістю тіла дівчини, говорить про перехідний момент у її житті.
Картина є чудовим прикладом зрілого стилю Валадон, для якого характерні яскраві кольори, темні контури, спрощеність форм з незграбністю поз і викривленою анатомією. На творчість художниці, яка не отримала класичної освіти, справили вплив різні художні течії XIX і початку XX століття, і, зокрема, спілкування з такими французькими майстрами, як Едгар Дега, Анрі Тулуз-Лотрек, П'єр Пюві де Шаванн. Однак її стиль глибоко індивідуальний, оголені тіла на її роботах — це неідеалізовані, активні жінки, котрі кидають виклик узвичаєному уявленню про жіночу сексуальність.